# Donatien-Marie-Joseph de Rochambeau
Donatien-Marie-Joseph de Vimeur, vizconde de Rochambeau (7 de abril de 1755 - 20 de octubre de 1813) fue un comandante militar francés e hijo de Jean-Baptiste Donatien de Vimeur, conde de Rochambeau.

## Biografía

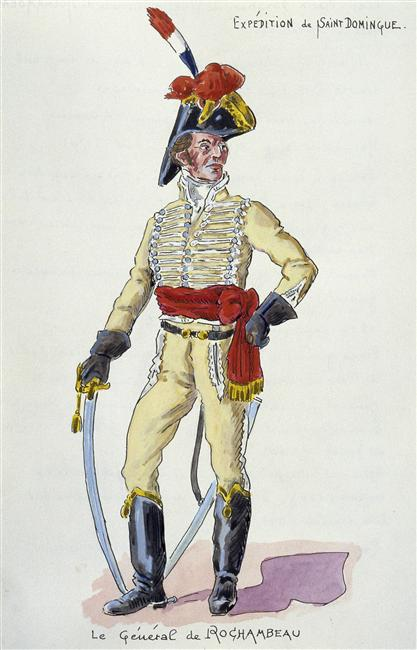
General de Rochambeau en Saint Domingue

Sirvió en la guerra Revolucionaria Estadounidense como ayudante de campo de su padre, pasando el invierno de 1781–1782 en un cuartel en Williamsburg, Virginia. En la década de 1790, participó en una campaña fallida para restablecer la autoridad francesa en Martinica y Saint-Domingue. Rochambeau fue posteriormente asignado al Ejército Revolucionario Francés en la Península Italiana y para el mando militar de la República de Liguria.
En 1802, dirigió la expedición de Santo Domingo fuerza expedicionaria contra Saint-Domingue (Haití) después de que el general Charles-Victoire-Emmanuel Leclerc muriera. Su mandato era restaurar el control francés de su colonia rebelde, por cualquier medio. Los historiadores de la Revolución haitiana acreditan sus tácticas brutales para unir a los negros y soldados de color (mulatos) contra los franceses. Después de que Rochambeau se rindiera al general rebelde Jean-Jacques Dessalines el 18 de noviembre de 1803, la antigua colonia francesa declaró su independencia como Haití, el segundo estado independiente en las Américas. En el proceso, Dessalines se convirtió posiblemente en el comandante militar más exitoso en la lucha contra la Francia napoleónica.
En la rendición de Cap Français, Rochambeau fue capturado a bordo de la fragata Surveillante por un escuadrón Reino de Gran Bretaña británico bajo el mando de Capitán John Loring (m. 1808) y regresó a Inglaterra como prisionero en libertad condicional, donde permaneció internado durante casi nueve años.
Fue intercambiado en 1811 y regresó a su château, donde reanudó el trabajo de clasificación de la creciente colección de mapas de la familia, que había comenzado su padre. También enriqueció las colecciones con nuevas adquisiciones, en particular las aportadas por las campañas militares de su hijo, Auguste-Philippe Donatien de Vimeur, quien sirvió como ayudante de campo de Joachim Murat y fue con la caballería de Murat en la campaña rusa en 1812.
Fue herido de muerte en la batalla de las Naciones, y murió tres días después en Leipzig, a la edad de 58 años.
Además de su hijo legítimo, a Vimeur le sobrevivió un hijo ilegítimo, Lewis Warrington, concebido en Williamsburg, Virginia, cuando Vimeur era un joven oficial que servía con su padre en Estados Unidos durante la Guerra Revolucionaria.

## Lema y escudo de armas
| Escudo de armas | Lema                                                    |
|                 | VIVRE EN PREUX , Y MOURIR (Vivir y morir valientemente) |